# Тютюн (филм)
Вижте пояснителната страница за други значения на Тютюн.
„Тютюн“ е български игрален филм (драма) от 1961 година, по сценарий и режисура на Никола Корабов. Оператор е Въло Радев. Създаден е по едноименния роман на Димитър Димов. Музиката във филма е композирана от Васил Казанджиев. Филмът е включен в програмата на фестивала в Кан през 1963 година.

## Сюжет
Филмът е житейска драма, наситена с романтика, алчност, политически интриги и копнеж по изчезналото щастие.
 Внимание:  Текстът по-долу разкрива сюжета на произведението (или части от него)!
Борис, Павел и Стефан са синовете на беден учител по латински в провинцията. Борис е амбициозен, жаден за власт, пари и могъщество, докато по-младите му братя са комунисти, отдадени на делото и партията. Борис се влюбва в красивата Ирина, а Павел - в нейната приятелка Лила, която също членува в комунистическата партия. Бащата на Ирина е старши стражар от околийското управление. Тя отива да учи медицина в София, а Борис се жени за Мария, дъщерята на собственика на тютюневата фабрика „Никотиана“. След като бащата на Мария умира, Борис наследява фабриката и става богат. Но здравословното състояние на жена му постепенно се влошава, тя е психично болна и не може да разпознава хората около себе си. Ирина и Борис стават любовници, а след смъртта на Мария сключват брак. Малко преди това бащата на Ирина е убит по време на стачка в завода.
Борис прави сделки с немците, София е бомбардирана от съюзниците, а Ирина все повече осъзнава истинската му същност. Борис пие все повече и повече, разболява се и умира. Филмът завършва с посрещането на партизаните и изводът, че човешката душа е вечно търсеща щастието и любовта.

## Състав

### Актьорски състав
| Роля        | Изпълнител                                 |
| ----------- | ------------------------------------------ |
| Ирина       | Невена Коканова                            |
| Борис Морев | Йордан Матев                               |
| Лила        | Мирослава Стоянова                         |
| Павел Морев | Иван Касабов                               |
| Шишко       | Заслужил артист Никола Попов               |
| Костов      | Стефан Пейчев                              |
| Динко       | Петър Слабаков                             |
| Варвара     | Луна Давидова                              |
| Фон Гайер   | Волфганг Лангхоф /носител на държ.награда/ |
| Татко Пиер  | Георги Стаматов                            |
| Барутчиев   | Иван Димов                                 |
| Спасуна     | Магда Колчакова                            |
| Мария       | Цветана Островска                          |
|             | Стефан Петров                              |
| партизанин  | Георги Калоянчев                           |
|             | Григор Вачков                              |
|             | Генчо Димитров                             |
|             | Никола Дадов                               |
|             | Константин Димчев                          |
|             | Георги Радиневски                          |
|             | Николай Дойчев                             |

### Технически екип
| Сценарий          | Димитър Димов Никола Корабов                                                                         |
| Режисьор          | Никола Корабов                                                                                       |
| Оператор          | Въло Радев                                                                                           |
| Художник          | Константин Джидров                                                                                   |
| Музика            | Васил Казанджиев                                                                                     |
| Декори            | Виолета Йовчева (некредитиран)                                                                       |
| Асистент-режисьор | Зако Хексия (некредитиран)                                                                           |
| Осветление        | Васил Каменов (некредитиран)                                                                         |
| Distributed by    | Българска кинематография Студия за игрални филми „София“ Първи творчески колектив /Copyright © 1961/ |

Филмът е снет със съдействието на Народната армия и гражданите на Асеновград.